# Microlipophrys bauchotae
Microlipophrys bauchotae — вид морських собачок, поширений у східній Атлантиці від Камеруну до Біоко. Морська тропічна демерсальна риба, що сягає максимальної довжини 4,4 см.